# FirstEnergy
FirstEnergy ist ein US-amerikanisches Energieversorgungsunternehmen mit Hauptsitz in Akron im Bundesstaat Ohio. Das Unternehmen ist im S&P 500 und Dow Jones Composite Average gelistet. Es hat rund 4,4 Millionen Kunden und ist in den Bundesstaaten Ohio, Pennsylvania und New Jersey tätig.

## Tochterunternehmen
Zum Unternehmen gehören die Tochterunternehmen Ohio Edison, The Illuminating Company, Toledo Edison, Penn Power, Penelec, Met-Ed und Jersey Central Power & Light. First Energy betreibt über seine Tochter Energy Harbor Corp die Kernkraftwerke Beaver Valley, Davis-Besse und Perry.

## Geschichte
FirstEnergy wurde durch die Fusion von Ohio Edison und Centerior Energy (entstanden 1997 aus der Fusion Cleveland Electric Illuminating Company und Toledo Edison) gegründet.
2001 erwarb FirstEnergy das Unternehmen GPU, Inc. Dieses war zuvor Eigentümer von Jersey Central Power and Light, Pennsylvania Electric Company und Metropolitan Edison gewesen. Da das letztgenannte Unternehmen beim Reaktorunfall im Kernkraftwerk Three Mile Island Eigentümer des havarierten AKW gewesen ist, ist mit der Übernahme von GPU auch das Eigentum an Three Mile Island 2 auf FirstEnergy übergegangen.

## Atomenergie
FirstEnergy betreibt die AKW Perry und Davis Besse in Ohio sowie Beaver Valley 1 und 2 in Pennsylvania. Das Unternehmen ist finanziell angeschlagen, da die Anlagen durch ein Überangebot von günstigem Strom aus der Schiefergasgewinnung unprofitabel sind. FirstEnergy warb in beiden Bundesstaaten um Subventionen aus öffentlichen Mitteln, um die Wettbewerbsfähigkeit der Anlagen wiederherzustellen. Da die Kampagnen des Unternehmens anfangs ohne Erfolg gewesen sind (Stand: Februar 2018), waren die Anlagen von einer vorzeitigen Stilllegung bedroht. Im Juli 2019 jedoch verabschiedete Ohio das Gesetz House Bill 6, das die Stromkunden mit Subventionen für die AKWs Perry und Davis Besse belastete. Im Juli 2020 wurden der Sprecher des Repräsentantenhauses von Ohio Larry Householder und weitere Personen verhaftet. Ihnen wird vorgeworfen, 60 Millionen Dollar Bestechungsgeld angenommen zu haben, um House Bill 6 durch das Parlament zu bringen. Dies dürfte das Ende der Atomkraft in Ohio bedeuten.
Im März 2018 teilte der Betreiber der US-Atombehörde mit, alle seine AKW in den Jahren 2020 und 2021 abschalten zu wollen, was einen faktischen Ausstieg des Betreibers aus dem Atomenergiegeschäft bedeutet hätte. Am 25. April 2018 übermittelte FirstEnergy der Atomaufsichtsbehörde die Stilllegungstermine der Reaktoren, demnach sollte als erster Reaktor Davis Besse am 31. Mai 2020 endgültig vom Netz gehen und als letzter Block Beaver Valley 2 am 31. Oktober 2021. Im Rahmen eines Gesetzespaketes wurden im Juli 2019 Rettungspakete zur weiteren Finanzierung der Atomkraftwerke beschlossen um eine Abschaltung zu verhindern. Finanziert werden sollte dies u. a. über einen Aufschlag auf die Stromrechnung der Kunden, was aber gerichtlich unterbunden wurde.